# Operación Battleaxe
La Operación Battleaxe (15 de junio - 17 de junio de 1941) fue el segundo intento, fallido como el primero, para liberar Tobruk del cerco a que el Afrika Korps del general Rommel le había impuesto. El comandante de las fuerzas inglesas era el general Noel Beresford-Peirse, que contaba para ello con el XIII Cuerpo de Ejército, la 7.ª División blindada y la 4.ª División india. Rommel contaba con la 5.ª División ligera y con su famosa 15.ª División Panzer.
Peirse planeó el ataque frontal por parte de la División india a las posiciones en torno al Paso de Halfaya y al fortín de Capuzzo, mientras que las fuerzas acorazadas, después de tomar el puente de Hafid, atacaban a los Panzers. Pero los ingleses infravaloraron las fuerzas al mando del Zorro del desierto, y no sabían que este contaba con la 15.ª División Panzer, una división altamente adiestrada, con gran número de carros Panzer IV y con una enorme reserva de antiaéreos de 88 mm, que los alemanes usaban como potentísimos cañones antitanque. La operación fue un total fracaso: los británicos tuvieron casi 1000 bajas y perdieron 91 carros de combate y 36 aviones, por tan sólo 700 bajas alemanas, con 12 tanques y 10 aviones perdidos. A pesar de esto, en el siguiente intento (Operación Crusader), las fuerzas inglesas consiguieron desalojar temporalmente a Rommel y liberar Tobruk.